# 双台乡
双台乡，是中华人民共和国湖北省十堰市竹山县下辖的一个乡镇级行政单位。

## 行政区划
双台乡下辖以下地区：
渔塘村、南口村、双台村、向山村、界岭村、罗家村、田沟村、茅塔寺村、元坪村、水坪村、关沟村、普渡村、吉阳村、银洞村、花园村、青山村和双峰茶场村。